# Brooklyn (Illinois)
Brooklyn és una població dels Estats Units a l'estat d'Illinois. Segons el cens del 2000 tenia 676 habitants.

## Demografia
Segons el cens del 2000, Brooklyn tenia 676 habitants, 267 habitatges, i 166 famílies. La densitat de població era de 310,7 habitants/km².
Dels 267 habitatges en un 27% hi vivien nens de menys de 18 anys, en un 16,9% hi vivien parelles casades, en un 39,7% dones solteres, i en un 37,8% no eren unitats familiars. En el 36% dels habitatges hi vivien persones soles el 25,8% de les quals corresponia a persones de 65 anys o més que vivien soles. El nombre mitjà de persones vivint en cada habitatge era de 2,53 i el nombre mitjà de persones que vivien en cada família era de 3,34.
Per edats la població es repartia de la següent manera: un 30,3% tenia menys de 18 anys, un 9,8% entre 18 i 24, un 21,9% entre 25 i 44, un 19,2% de 45 a 60 i un 18,8% 65 anys o més.
L'edat mediana era de 33 anys. Per cada 100 dones de 18 o més anys hi havia 60,8 homes.
La renda mediana per habitatge era de 16.630 $ i la renda mediana per família de 30.994 $. Els homes tenien una renda mediana de 24.375 $ mentre que les dones 21.108 $. La renda per capita de la població era de 7.944 $. Aproximadament el 28,2% de les famílies i el 48,5% de la població estaven per davall del llindar de pobresa.

## Poblacions properes
El següent diagrama mostra les poblacions més properes.